# Kazuyoshi Suwazono
Kazuyoshi Suwazono (japanisch 諏訪園 一吉 Suwazono Kazuyoshi; * 4. März 1983 in der Präfektur Kagoshima) ist ein ehemaliger japanischer Fußballspieler.

## Karriere
Suwazono erlernte das Fußballspielen in der Schulmannschaft der Kagoshima Jitsugyo High School. Seinen ersten Vertrag unterschrieb er 2001 bei den FC Tokyo. Der Verein spielte in der höchsten Liga des Landes, der J1 League. Im Oktober 2002 wurde er an den Okinawa Kariyushi FC ausgeliehen. 2003 kehrte er zu FC Tokyo zurück. Im Juni 2003 wechselte er zum Drittligisten Yokogawa Musashino. Danach spielte er bei den Volca Kagoshima. Ende 2009 beendete er seine Karriere als Fußballspieler.